# Либерална партия
Либерали пренасочва насам.  За партията в Швеция вижте Либерали (Швеция).
Вижте пояснителната страница за други значения на Либерална партия.
Либералната партия е българска политическа партия, съществувала от 1879 г. до 1896 г. Неин основен опонент е Консервативната партия. Либералната партия е изключително популярна през този период и с разпадането си става основа за повечето партии от началото на 20 век. С нея са свързани вестниците „Целокупна България“, „Независимост“ и „Търновска конституция“.
Основното крило на партията постепенно прекратява дейността си след 1887 г. Възстановено след 1894 г., през 1896 г. то приема името Демократическа партия (каравелисти).

## История

### Началото
Либералната партия се формира по време на Учредителното събрание през 1879 г., в което тя има мнозинство и играе решаваща роля в създаването на Търновската конституция. Водачи на партията са Петко Каравелов, Петко Славейков и Драган Цанков. На 20 юни 1879 г. започва да се издава вестник „Целокупна България“ – печатен орган на Либералната партия. Едновременно с издаването на вестника е изготвен и уставът на партията. През втората половина на юли до началото на септември 1879 г. е изградено нейното централно бюро. Създадени са и местни организации на партията.

### Управление
Избраният от Първото велико народно събрание княз Александър Батенберг не е доволен от ограниченията, наложени му от Търновската конституция, виновници за което са либералите. Поради това, той подкрепя консерваторите. Либералната партия печели изборите за I обикновено народно събрание през 1879 г., но то е разпуснато от княз Александър I. Партията печели и новите избори за II обикновено народно събрание през 1880 г. и сформира две самостоятелни правителства – начело с Драган Цанков (1880) и Петко Каравелов (1880 – 1881). След преврата от 1881 г., Либералната партия е отстранена от властта, а при Режима на пълномощията нейните водачи са подложени на преследвания. Петко Каравелов и Петко Славейков заминават за Източна Румелия, а Драган Цанков е интерниран във Враца.

### Разцепване
През 1883 г. Либералната партия се разцепва, след като умереното крило, начело с Драган Цанков, се съгласява на компромис и сформира коалиционно правителство с Консервативната партия. Крилото на Драган Цанков по-късно възприема крайна проруска политика и се преименува на Прогресивнолиберална партия.
През 1884 г. основното крило на Либералната партия печели изборите за IV обикновено народно събрание. Сформирано е самостоятелно правителство, водено от лидера на партията Петко Каравелов, което отново е свалено с преврат през 1886 г.
При последвалата вътрешна и международна криза от Либералната партия се отделят групите на Стефан Стамболов (вижте Народнолиберална партия) и Васил Радославов (вижте Либерална партия (радослависти)), които енергично поемат инициативата. Групата на Петко Каравелов не успява да реагира адекватно на ситуацията, а след предприетите от правителството на Стамболов репресии срещу нейни представители практически прекратява дейността си. Възстановена след 1894 г., тя става основата на Демократическата партия.

## Участия в избори

### Парламентарни
| година | избори           | гласове   | %         | резултат  |
| ------ | ---------------- | --------- | --------- | --------- |
| 1879   | Народно събрание | 224 134   | 82,2%     | 140 / 170 |
| 1880   | Народно събрание | 181 839   | 63,5%     | 109 / 162 |
| 1882   | Народно събрание | бойкотира | бойкотира | 0 / 47    |
| 1884   | Народно събрание | –         | –         | 100 / 171 |
| 1887   | Народно събрание | –         | –         | 260 / 292 |
| 1894   | Народно събрание | –         | –         | 3 / 167   |

## Участия в правителства
Първо правителство на Драган Цанков (7 април 1880 – 10 декември 1880) – самостоятелно
- Министерство на външните работи и изповеданията – Драган Цанков
- Министерство на вътрешните работи – Георги Тишев
- Министерство на народното просвещение – Иван Гюзелев
- Министерство на финансите – Петко Каравелов

Първо правителство на Петко Каравелов (10 декември 1880 – 9 май 1881) – самостоятелно
- Министерство на външните работи и изповеданията – Никола Стойчев
- Министерство на вътрешните работи – Драган Цанков, Петко Славейков
- Министерство на народното просвещение – Петко Славейков, Михаил Сарафов
- Министерство на финансите – Петко Каравелов
- Министерство на правосъдието – Петко Каравелов

Второ правителство на Петко Каравелов (11 юли 1884 – 21 август 1886) – самостоятелно
- Министерство на външните работи и изповеданията – Илия Цанов
- Министерство на вътрешните работи – Петко Славейков, Никола Сукнаров, Петко Каравелов
- Министерство на народното просвещение – Райчо Каролев
- Министерство на финансите – Петко Каравелов
- Министерство на правосъдието – Васил Радославов, Гаврил Орошаков
- Министерство на обществените сгради, земеделието и търговията – Петко Каравелов

Трето правителство на Петко Каравелов (24 август 1886 – 28 август 1886) – временно правителство
- Министерство на вътрешните работи – Васил Радославов
- Министерство на народното просвещение – Тодор Иванчов
- Министерство на правосъдието – Гаврил Орошаков

## Видни дейци
| Име              | Период      |
| Петко Каравелов  | 1843 – 1903 |
| Васил Радославов | 1854 – 1929 |
| Михаил Сарафов   | 1854 – 1924 |
| Петко Славейков  | 1827 – 1895 |
| Стефан Стамболов | 1854 – 1895 |
| Никола Стойчев   | 1845 – 1899 |
| Никола Сукнаров  | 1848 – 1894 |
| Драган Цанков    | 1828 – 1911 |
| Илия Цанов       | 1835 – 1901 |